# Premier League Darts 2006
De Holsten Premier League Darts 2006 was de tweede editie van het PDC-toernooi dat voorheen de 888.com Premier League Darts heette. De wedstrijden vonden wekelijks op een andere locatie in Groot-Brittannië plaats. De play-offs vonden plaats op 29 mei in Plymouth.

## Deelnemers & Gebeurtenissen
Dit jaar bestaat het deelnemersveld van de Holsten Premier League Darts uit dertienvoudig wereldkampioen Phil Taylor (The Power), Colin Lloyd (Jaws), Ronnie Baxter (The Rocket), Roland Scholten (The Tripod), Wayne Mardle (Hawaii 501), Peter Manley (One Dart) en de in februari 2006 naar de PDC overgestapte Nederlandse dartlegende Raymond van Barneveld (The Man). Op 23 maart 2006 werd tijdens de vijfde speeldag van de Premier League door de Nederlander Raymond van Barneveld een perfecte nine-darter gegooid in zijn partij tegen Engelsman Peter Manley.
In de halve finales spelen de Nederlanders Roland Scholten en Raymond van Barneveld elkaar om een plaats in de finale, terwijl de twee overgebleven Engelsen, Phil Taylor en Colin Lloyd, moesten uitvechten wie de tweede finalist werd. Scholten versloeg de favoriet geachte Van Barneveld met 11-3 in legs, terwijl Taylor concurrent Lloyd met diezelfde cijfers terugwees. In de finale ging het tot de negende leg gelijk op. Daarna was de op dat moment dertienvoudig wereldkampioen Phil Taylor te sterk voor Scholten en wist hij met 16-6 de tweede en zijn tweede editie van de Holsten Premier League Darts op zijn naam te schrijven.

## Eindstand groepsfase
| Naam                  | Land | Wed | Win | Gel | Ver | Saldo | Pnt |
| --------------------- | ---- | --- | --- | --- | --- | ----- | --- |
| Phil Taylor           | ENG  | 12  | 11  | 1   | 0   | +50   | 23  |
| Raymond van Barneveld | NED  | 12  | 10  | 1   | 1   | +44   | 21  |
| Roland Scholten       | NED  | 12  | 4   | 2   | 6   | -7    | 10  |
| Colin Lloyd           | ENG  | 12  | 4   | 1   | 7   | -16   | 9   |
| Ronnie Baxter         | ENG  | 12  | 3   | 2   | 7   | -17   | 8   |
| Peter Manley          | ENG  | 12  | 4   | 0   | 8   | -25   | 8   |
| Wayne Mardle          | ENG  | 12  | 1   | 3   | 8   | -29   | 5   |

## Play-offs
| Halve Finale    |     |   |                       |     |        |
| --------------- | --- | - | --------------------- | --- | ------ |
| Roland Scholten | NED | - | Raymond van Barneveld | NED | 11 - 3 |
| Phil Taylor     | ENG | - | Colin Lloyd           | ENG | 11 - 3 |
| Finale          |     |   |                       |     |        |
| Phil Taylor     | ENG | - | Roland Scholten       | NED | 16 - 6 |

2005 ·
2006 ·
2007 ·
2008 ·
2009 ·
2010 ·
2011 ·
2012 ·
2013 ·
2014 ·
2015 ·
2016 ·
2017 ·
2018 ·
2019 ·
2020 ·
2021 ·
2022 ·
2023 ·
2024 ·
2025